# Trouley-Labarthe
Pour les articles homonymes, voir Labarthe.
Trouley-Labarthe est une commune française située dans le nord du département des Hautes-Pyrénées, en région Occitanie.
Sur le plan historique et culturel, la commune est dans l’ancien comté de Bigorre, comté historique des Pyrénées françaises et de Gascogne. Exposée à un climat de montagne, elle est drainée par le Lurus et par divers autres petits cours d'eau. La commune possède un patrimoine naturel remarquable composé d'une zone naturelle d'intérêt écologique, faunistique et floristique.
Trouley-Labarthe est une commune rurale qui compte 107 habitants en 2022, après avoir connu un pic de population de 227 habitants en 1856. Elle fait partie de l'aire d'attraction de Tarbes..

## Géographie

### Localisation
La commune de Trouley-Labarthe se trouve dans le département des Hautes-Pyrénées, en région Occitanie.
Elle se situe à 17 km à vol d'oiseau de Tarbes, préfecture du département, et à 24 km de Maubourguet, bureau centralisateur du canton du Val d'Adour-Rustan-Madiranais dont dépend la commune depuis 2015 pour les élections départementales.
La commune fait en outre partie du bassin de vie de Trie-sur-Baïse.
Les communes les plus proches sont : 
Chelle-Debat (1,6 km), Laméac (2,1 km), Bouilh-Devant (2,2 km), Jacque (2,2 km), Osmets (2,3 km), Marseillan (2,4 km), Saint-Sever-de-Rustan (4,1 km), Antin (4,2 km).
Sur le plan historique et culturel, Trouley-Labarthe fait partie de l’ancien comté de Bigorre, comté historique des Pyrénées françaises et de Gascogne créé au IXe siècle puis rattaché au domaine royal en 1302, inclus ensuite au comté de Foix en 1425 puis une nouvelle fois rattaché au royaume de France en 1607. La commune est dans le pays de Tarbes et de la Haute Bigorre.

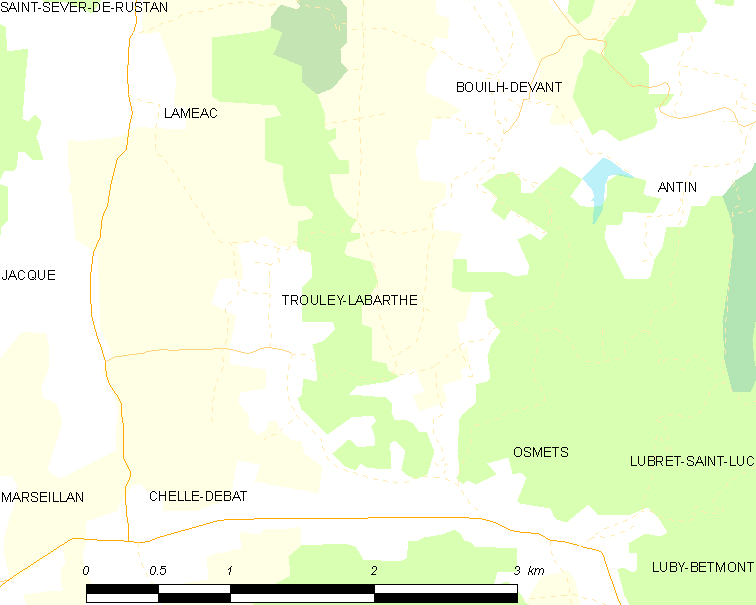
Carte de la commune de Trouley-Labarthe et des proches communes.

| Laméac       |                  | Bouilh-Devant |
|              | Trouley-Labarthe | Antin         |
| Chelle-Debat |                  | Osmets        |

### Paysages et relief
- Localisation de Trouley-Labarthe dans le département des Hautes-Pyrénées.

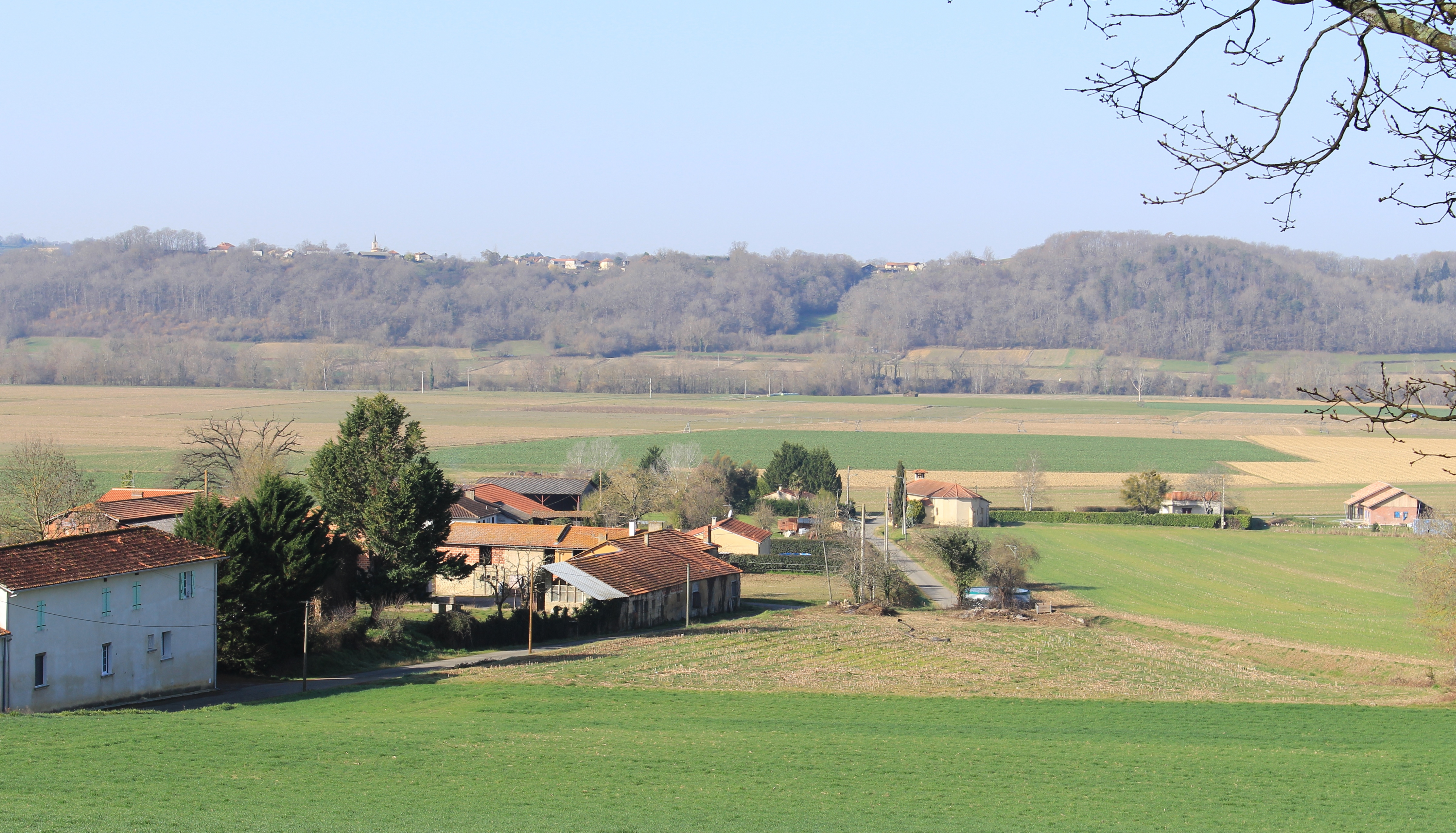
Vue du village de Labarthe.

### Hydrographie
La commune est dans le bassin de l'Adour, au sein du bassin hydrographique Adour-Garonne. Elle est drainée par le Lurus, la Ribère, le ruisseau de Labascure, le ruisseau de Laspègues et par un petit cours d'eau, constituant un réseau hydrographique de 3 km de longueur totale,.
Le Lurus, d'une longueur totale de 11,7 km, prend sa source dans la commune et s'écoule vers le nord-ouest. Il traverse la commune et se jette dans l'Arros à Montégut, après avoir traversé 8 communes.

### Climat
Le climat est tempéré de type océanique, en raison de l'influence proche de l'océan Atlantique situé à peu près 150 km plus à l'ouest. La proximité des Pyrénées fait que la commune profite d'un effet de foehn, il peut aussi y neiger en hiver, même si cela reste inhabituel.
| Mois                              | jan.  | fév.  | mars  | avril | mai   | juin  | jui.  | août  | sep.  | oct.  | nov.  | déc.  | année   |
| --------------------------------- | ----- | ----- | ----- | ----- | ----- | ----- | ----- | ----- | ----- | ----- | ----- | ----- | ------- |
| Température minimale moyenne (°C) | 0,6   | 1,3   | 2,7   | 5,2   | 8,3   | 11,6  | 14,1  | 13,9  | 11,7  | 8     | 3,6   | 1,3   | 6,9     |
| Température moyenne (°C)          | 5,3   | 6,1   | 7,8   | 10    | 13,3  | 16,7  | 19,3  | 19    | 17,2  | 13,3  | 8,5   | 5,8   | 11,9    |
| Température maximale moyenne (°C) | 9,9   | 11    | 12,9  | 14,8  | 18,3  | 21,7  | 24,5  | 24    | 22,6  | 18,6  | 13,4  | 10,4  | 16,8    |
| Ensoleillement (h)                | 108,8 | 118,8 | 155,6 | 157,2 | 181,3 | 191,5 | 215,5 | 196,4 | 194,5 | 164,4 | 124,4 | 104,4 | 1 912,8 |
| Précipitations (mm)               | 112,8 | 97,5  | 100,2 | 105,7 | 113,6 | 80,7  | 57,3  | 70,3  | 71    | 85,2  | 93    | 112,1 | 1 099,4 |

### Milieux naturels et biodiversité

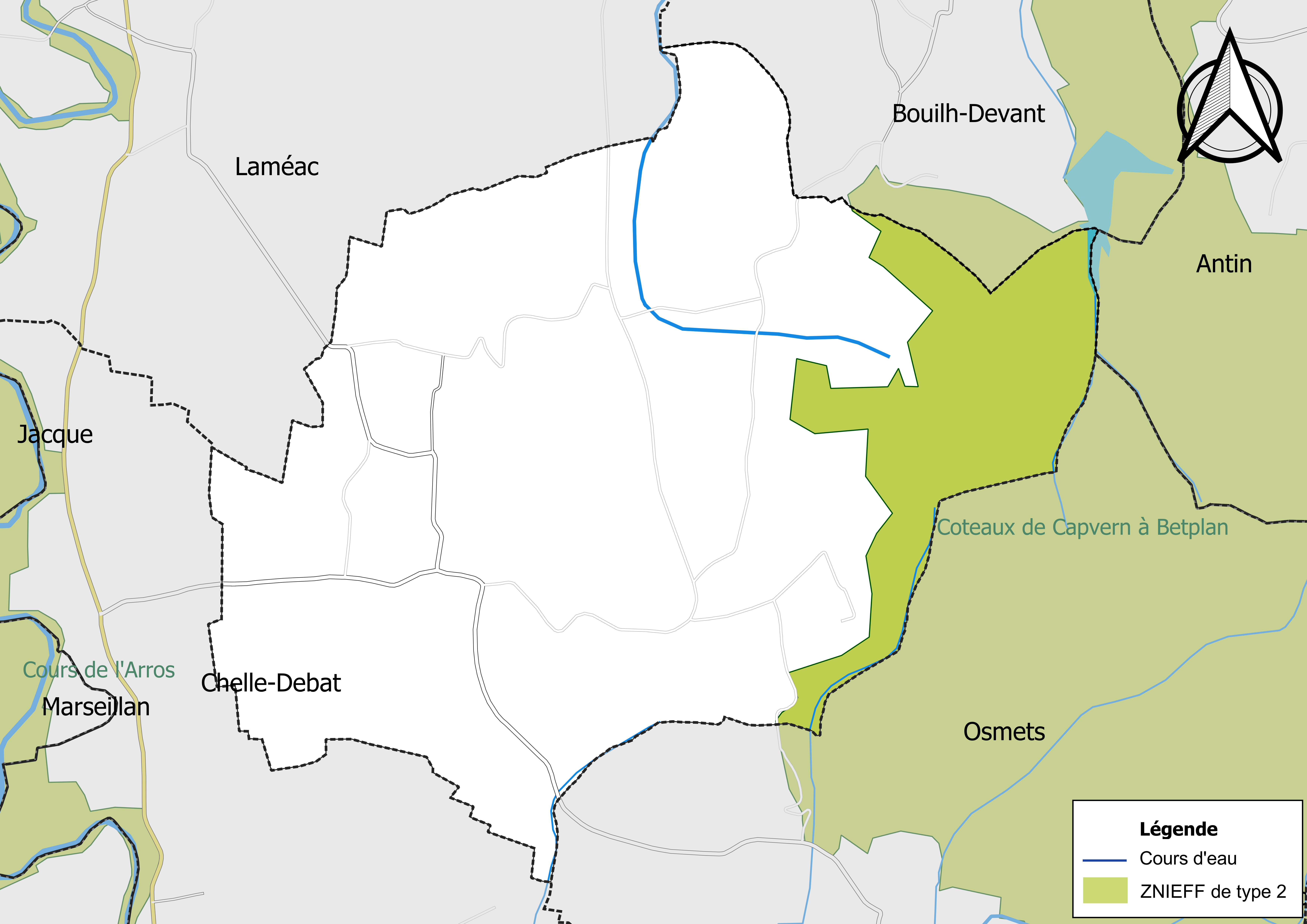
Carte de la ZNIEFF de type 2 localisée sur la commune.

L’inventaire des zones naturelles d'intérêt écologique, faunistique et floristique (ZNIEFF) a pour objectif de réaliser une couverture des zones les plus intéressantes sur le plan écologique, essentiellement dans la perspective d’améliorer la connaissance du patrimoine naturel national et de fournir aux différents décideurs un outil d’aide à la prise en compte de l’environnement dans l’aménagement du territoire.
Une ZNIEFF de type 2 est recensée sur la commune :
les « coteaux de Capvern à Betplan » (10 246 ha), couvrant 46 communes dont huit dans le Gers et 38 dans les Hautes-Pyrénées.

## Urbanisme

### Typologie
Au 1er janvier 2024, Trouley-Labarthe est catégorisée commune rurale à habitat très dispersé, selon la nouvelle grille communale de densité à sept niveaux définie par l'Insee en 2022.
Elle est située hors unité urbaine. Par ailleurs la commune fait partie de l'aire d'attraction de Tarbes, dont elle est une commune de la couronne,. Cette aire, qui regroupe 153 communes, est catégorisée dans les aires de 50 000 à moins de 200 000 habitants,.

### Occupation des sols
L'occupation des sols de la commune, telle qu'elle ressort de la base de données européenne d’occupation biophysique des sols Corine Land Cover (CLC), est marquée par l'importance des territoires agricoles (70,7 % en 2018), une proportion identique à celle de 1990 (70,7 %). La répartition détaillée en 2018 est la suivante : 
prairies (31,9 %), forêts (29,3 %), terres arables (19,8 %), zones agricoles hétérogènes (19 %).
L'IGN met par ailleurs à disposition un outil en ligne permettant de comparer l’évolution dans le temps de l’occupation des sols de la commune (ou de territoires à des échelles différentes). Plusieurs époques sont accessibles sous forme de cartes ou photos aériennes : la carte de Cassini (XVIIIe siècle), la carte d'état-major (1820-1866) et la période actuelle (1950 à aujourd'hui).

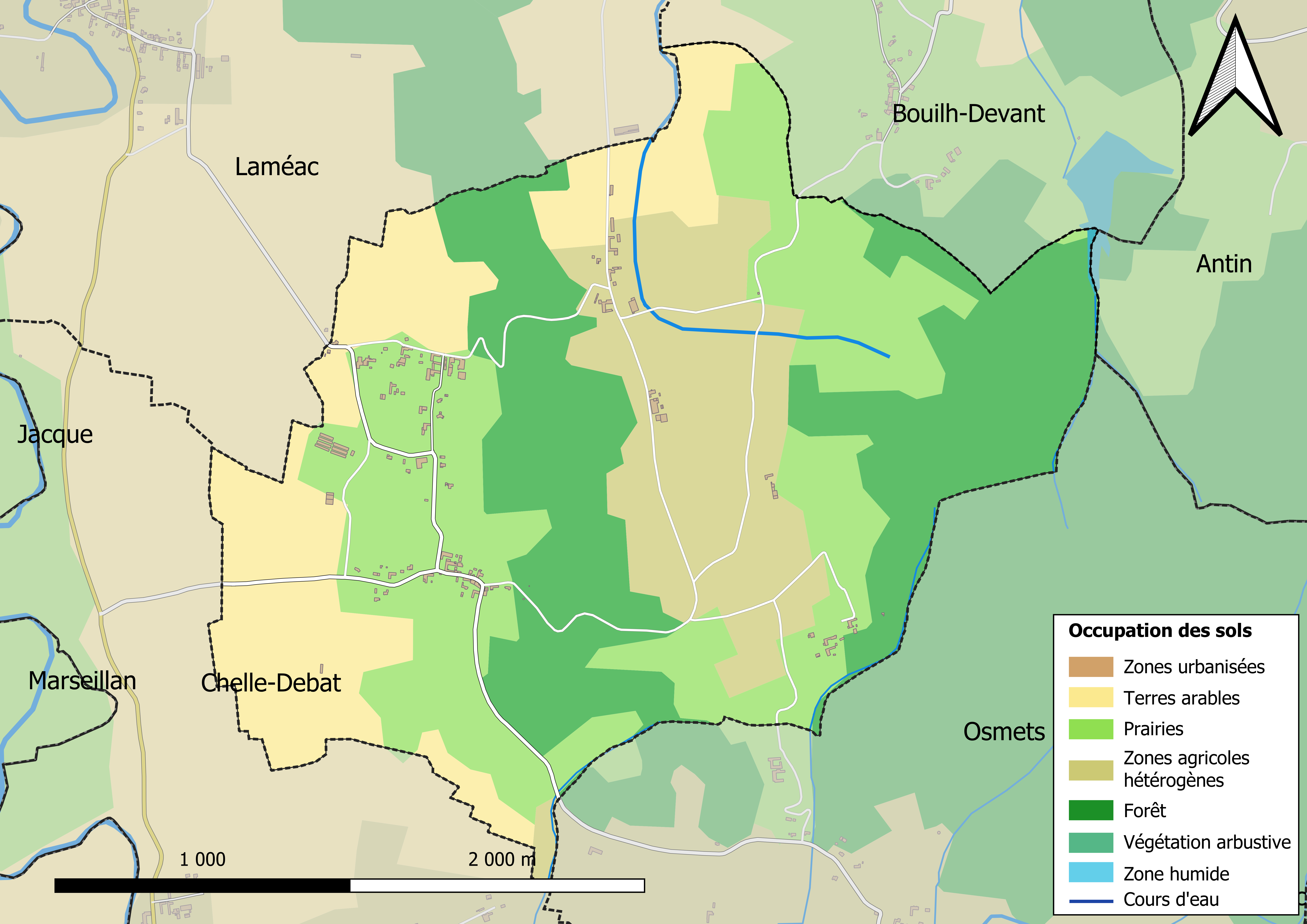
Carte des infrastructures et de l'occupation des sols en 2018 (CLC) de la commune.
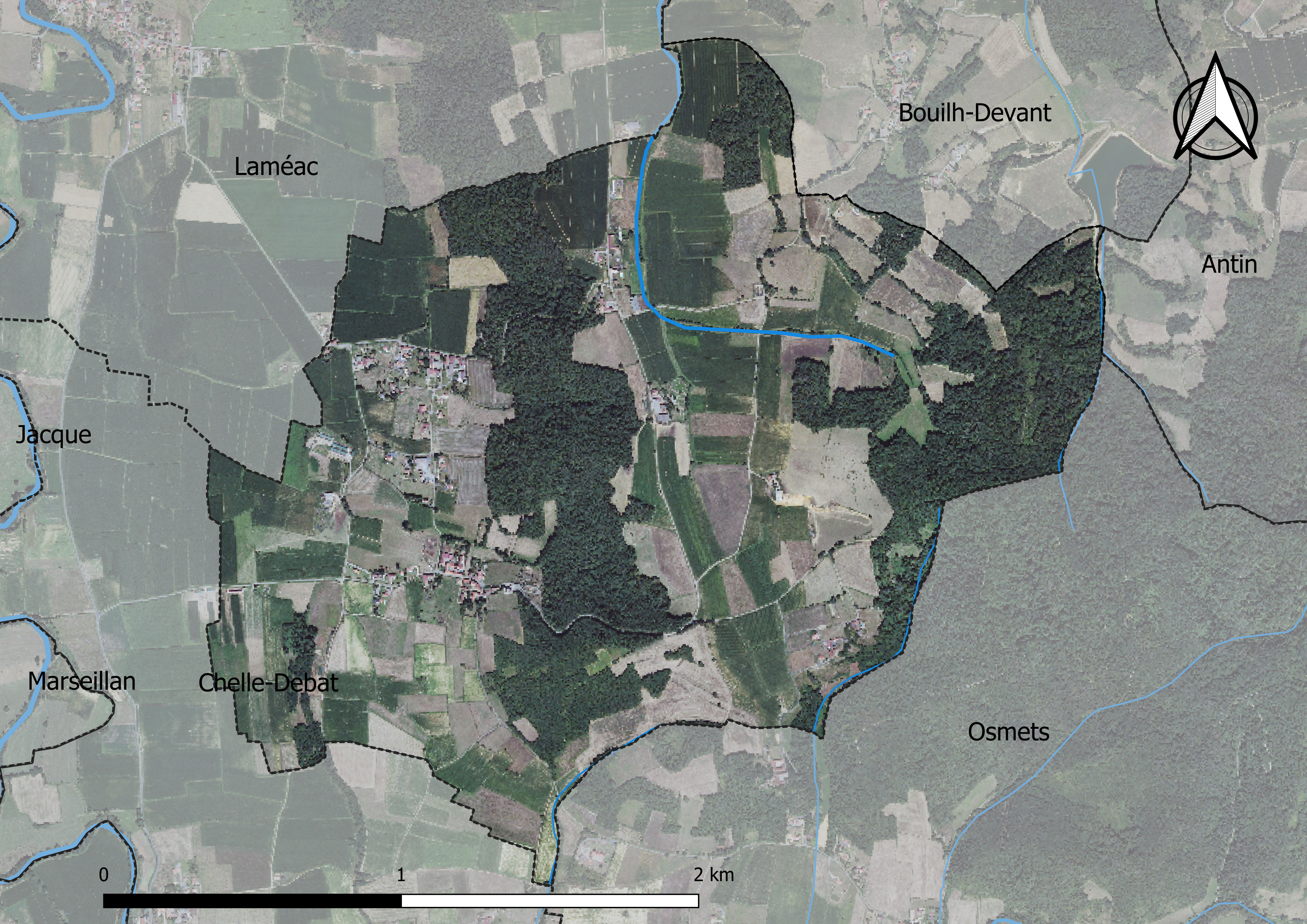
Carte orthophotogrammétrique de la commune.

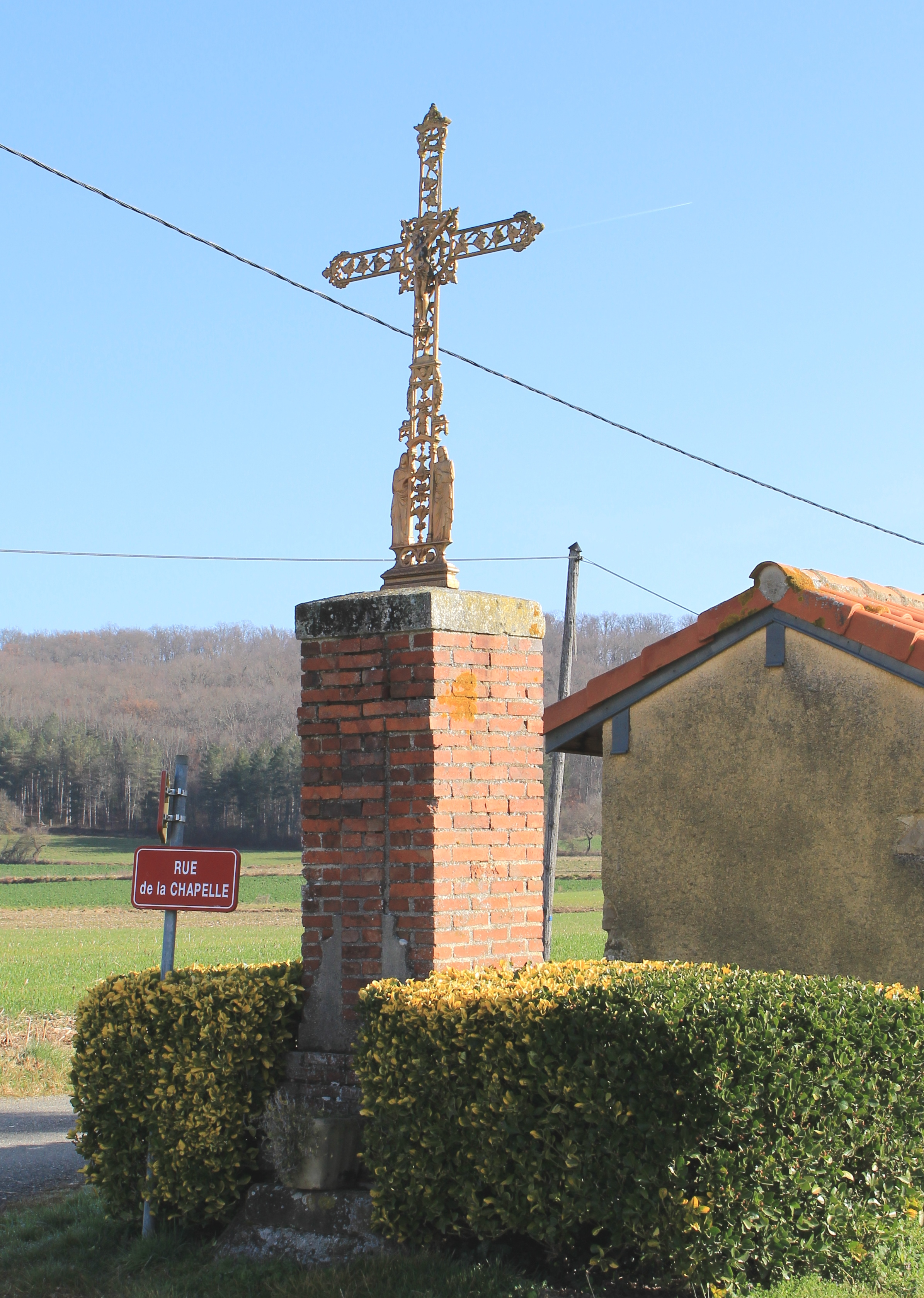
Une croix.

### Logement
En 2012, le nombre total de logements dans la commune est de 53.

Parmi ces logements, 76,4 % sont des résidences principales, 11,8 % des résidences secondaires et 11,8 % des logements vacants.

### Voies de communication et transports
Cette commune est desservie par les routes départementales D 44 et D 714.

### Risques majeurs
Le territoire de la commune de Trouley-Labarthe est vulnérable à différents aléas naturels : météorologiques (tempête, orage, neige, grand froid, canicule ou sécheresse), inondations, mouvements de terrains et séisme (sismicité modérée). Un site publié par le BRGM permet d'évaluer simplement et rapidement les risques d'un bien localisé soit par son adresse soit par le numéro de sa parcelle.
Certaines parties du territoire communal sont susceptibles d’être affectées par le risque d’inondation par débordement de cours d'eau, notamment le Lurus. La cartographie des zones inondables en ex-Midi-Pyrénées réalisée dans le cadre du XIe Contrat de plan État-région, visant à informer les citoyens et les décideurs sur le risque d’inondation, est accessible sur le site de la DREAL Occitanie. La commune a été reconnue en état de catastrophe naturelle au titre des dommages causés par les inondations et coulées de boue survenues en 1982, 1999 et 2009,.
Trouley-Labarthe est exposée au risque de feu de forêt. Un plan départemental de protection des forêts contre les incendies a été approuvé par arrêté préfectoral le 21 avril 2020 pour la période 2020-2029. Le précédent couvrait la période 2007-2017. L’emploi du feu est régi par deux types de réglementations. D’abord le code forestier et l’arrêté préfectoral du 27 octobre 2014, qui réglementent l’emploi du feu à moins de 200 m des espaces naturels combustibles sur l’ensemble du département. Ensuite celle établie dans le cadre de la lutte contre la pollution de l’air, qui interdit le brûlage des déchets verts des particuliers. L’écobuage est quant à lui réglementé dans le cadre de commissions locales d’écobuage (CLE)

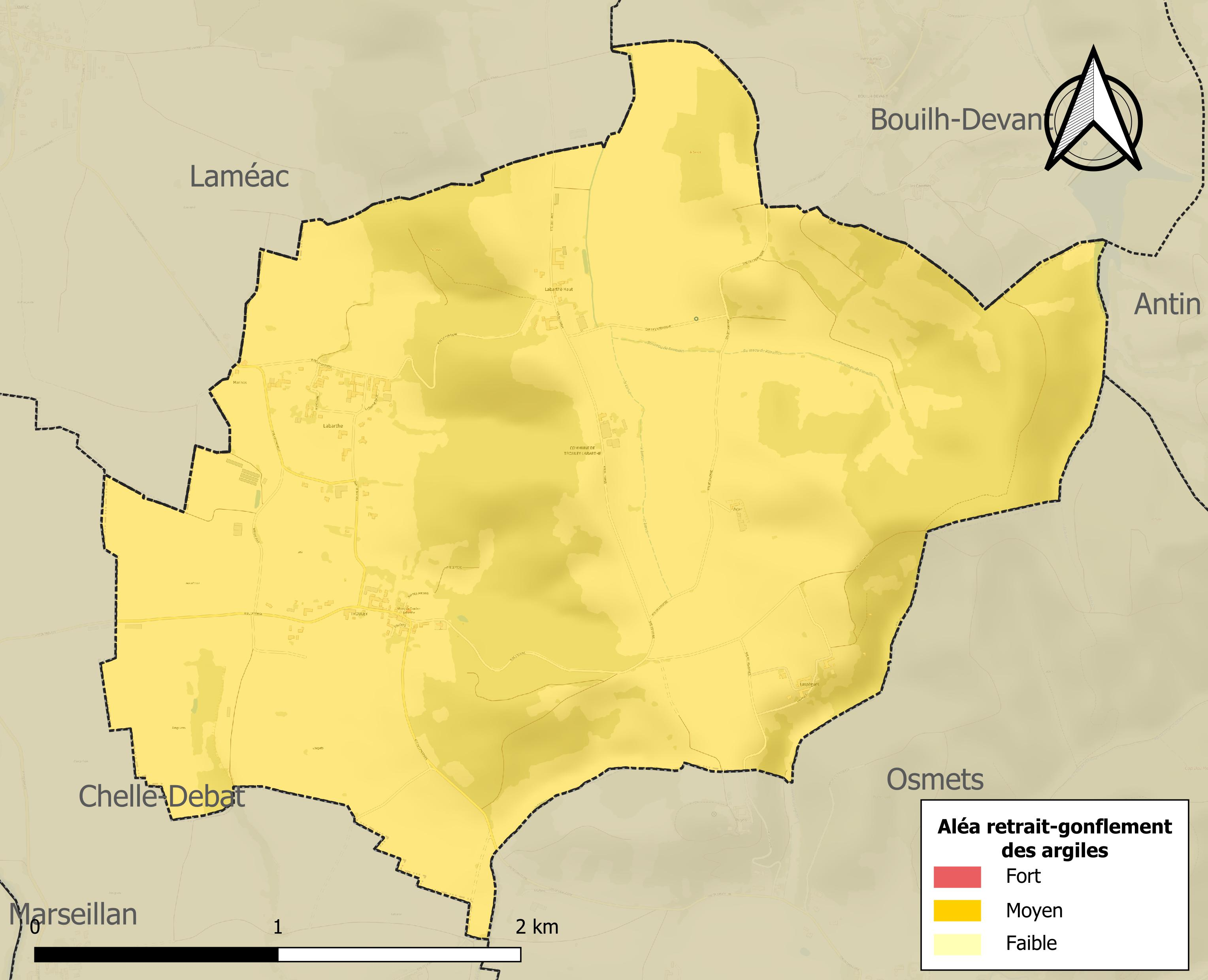
Carte des zones d'aléa retrait-gonflement des sols argileux de Trouley-Labarthe.

Les mouvements de terrains susceptibles de se produire sur la commune sont des tassements différentiels.
Le retrait-gonflement des sols argileux est susceptible d'engendrer des dommages importants aux bâtiments en cas d’alternance de périodes de sécheresse et de pluie. La totalité de la commune est en aléa moyen ou fort (44,5 % au niveau départemental et 48,5 % au niveau national). Sur les 46 bâtiments dénombrés sur la commune en 2019, 46 sont en aléa moyen ou fort, soit 100 %, à comparer aux 75 % au niveau départemental et 54 % au niveau national. Une cartographie de l'exposition du territoire national au retrait gonflement des sols argileux est disponible sur le site du BRGM,.
Par ailleurs, afin de mieux appréhender le risque d’affaissement de terrain, l'inventaire national des cavités souterraines permet de localiser celles situées sur la commune.
Concernant les mouvements de terrains, la commune a été reconnue en état de catastrophe naturelle au titre des dommages causés par la sécheresse en 1989 et par des mouvements de terrain en 1999.

## Toponymie

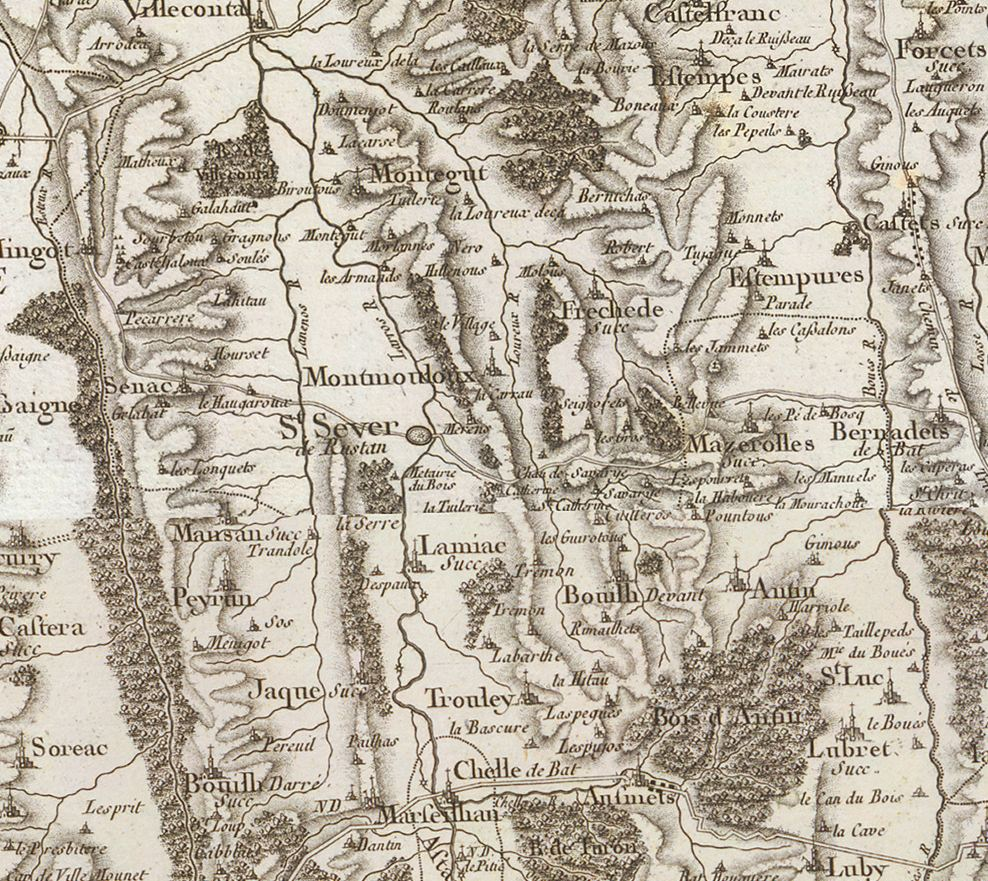
Extrait de la carte de Cassini (entre 1756 et 1789) situant Trouley-Labarthe au sud de Saint-Sever-de-Rustan.

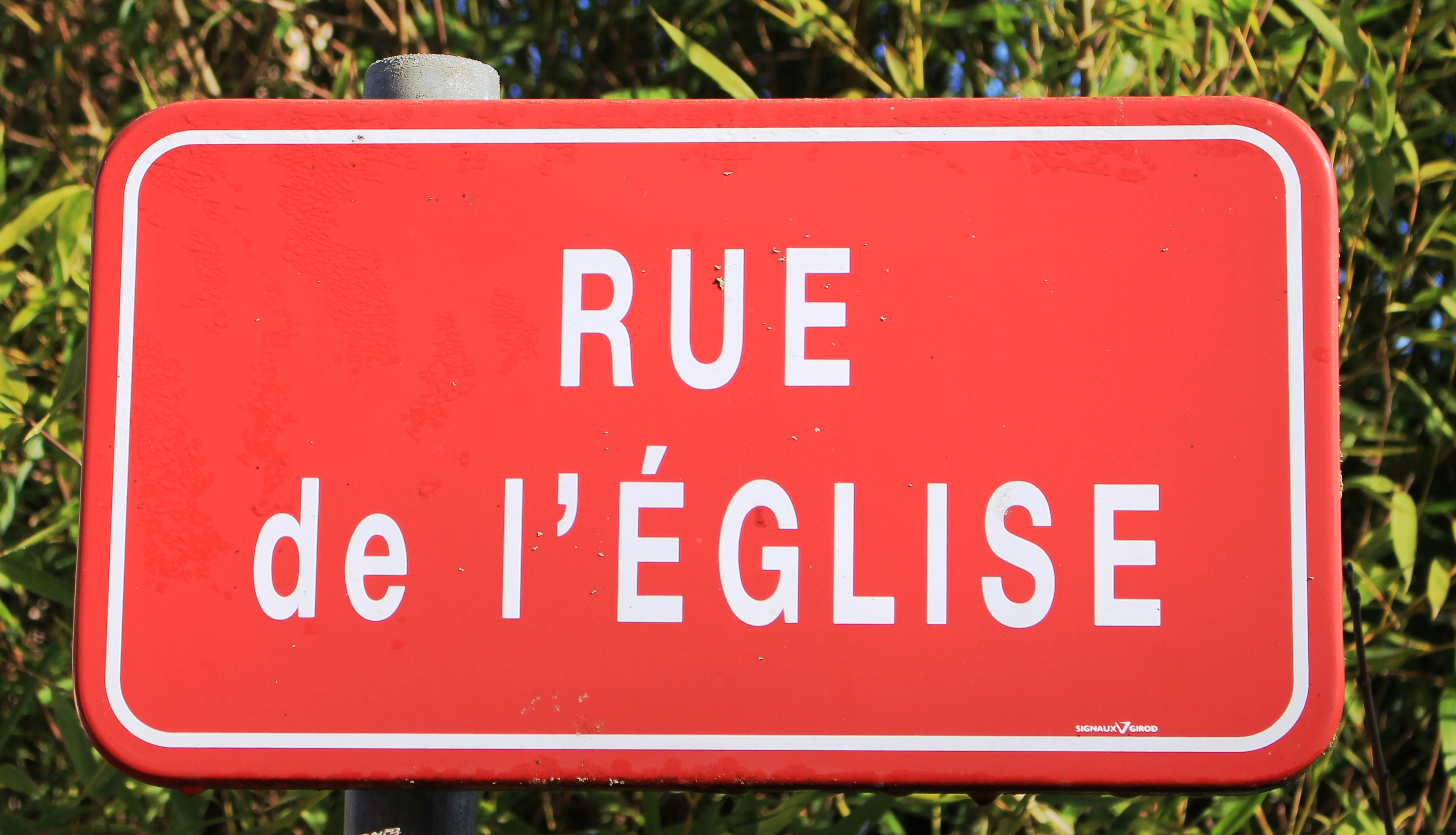
Rue du village.

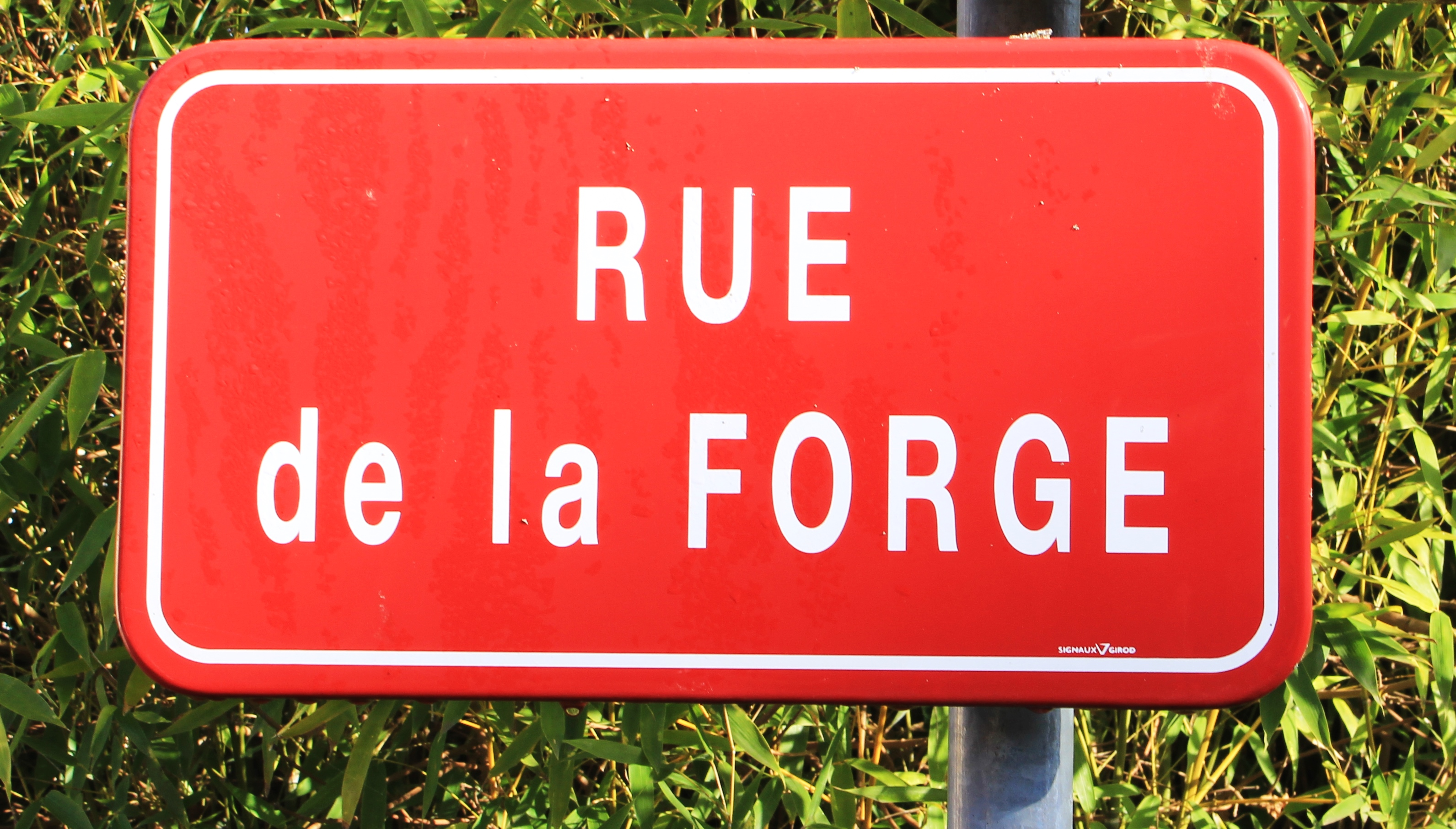

On trouvera les principales informations dans le Dictionnaire toponymique des communes des Hautes-Pyrénées de Michel Grosclaude et Jean-François Le Nail qui rapporte les dénominations historiques du village :

### Trouley
Dénominations historiques :
- Trolhey (1313, Debita regi Navarre) ;
- De Trolegio, latin (1342, pouillé de Tarbes) ;
- Troley (1379, procuration Tarbes) ;
- Troley (1429, censier  de Bigorre) ;
- Paroisse de Trouley et Labarthe (1747 à 1792, registres paroissiaux) ;
- Trouley (fin XVIIIe siècle, carte de Cassini).

Nom occitan : Trolei.

### Labarthe
Dénominations historiques :
- De Barca, de Barta (1313, Debita regi Navarre) ;
- De Barta (1342, pouillé Tarbes ; 1379, procuration Tarbes) ;
- La Barte, Labarte (1429, censier de Bigorre) ;
- La Barte (1760, Larcher, pouillé de Tarbes) ;
- Trouley & Labarthe (1790, Département 1) ;
- Labarthe (1790, Département 2 ; 1801, Département 3) ;
- Labarthe (fin XVIIIe siècle, carte de Cassini).

Étymologie : gascon barta (= lande plus ou moins boisée).
Nom occitan : La Barta.

## Histoire
Trouley et Labarthe sont réunies en 1847.

### Cadastre napoléonien de Trouley-Labarthe
- Le plan cadastral napoléonien de Trouley est consultable sur le site des archives départementales des Hautes-Pyrénées[22].
- Le plan cadastral napoléonien de Labarthe est consultable sur le site des archives départementales des Hautes-Pyrénées[23].

## Politique et administration

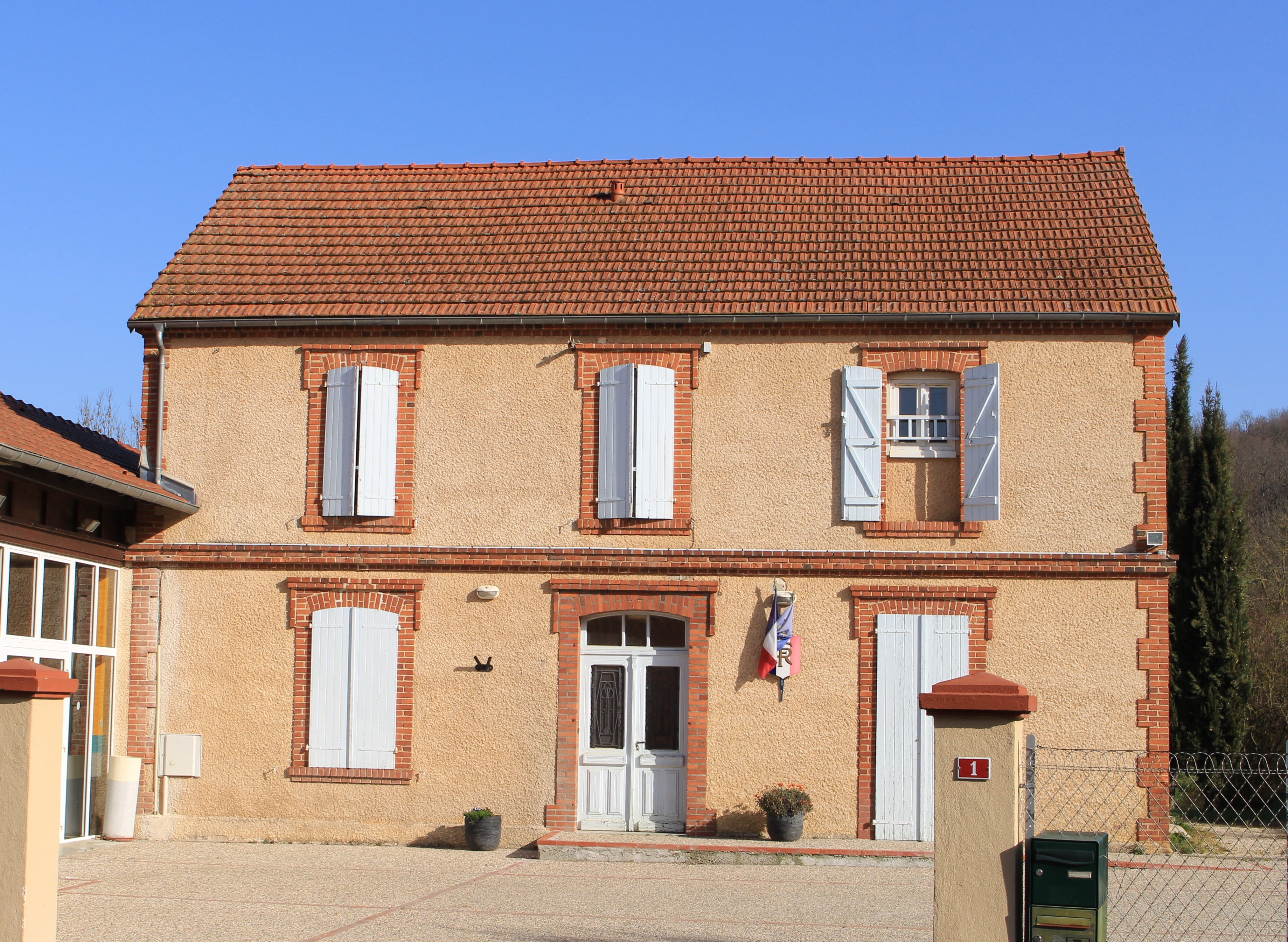
La mairie en 2019.

### Liste des maires
| Période                                  | Période   | Identité              | Étiquette | Qualité                    |
| ---------------------------------------- | --------- | --------------------- | --------- | -------------------------- |
| Les données manquantes sont à compléter. |           |                       |           |                            |
|                                          |           |                       |           |                            |
| mars 2001                                | mars 2014 | Christiane Autigeon   | CPNT      | Conseillère départementale |
| mars 2014                                | En cours  | Marie-Martine Betbèze |           |                            |

### Rattachements administratifs et électoraux

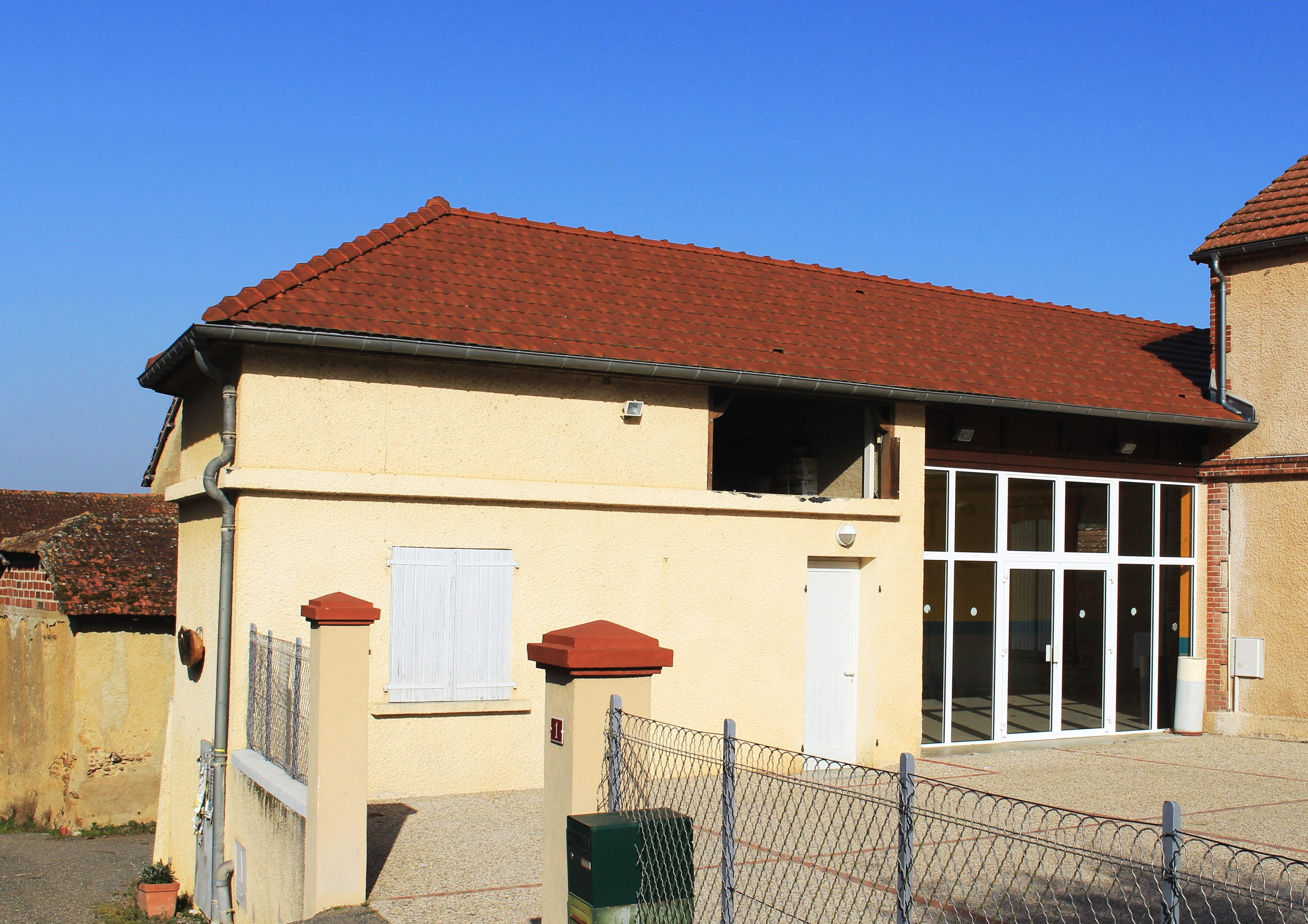
Le foyer rural en 2019.

#### Historique administratif
Pays et sénéchaussée de Bigorre, quarteron de Rabastens, baronnie d'Antin, 
canton de Saint-Sever puis de Rabastens (1790). Trouley et Labarthe, réunies dans la première répartition de 1790, séparées dans la seconde sont réunies à nouveau en 1847.

#### Intercommunalité
Trouley-Labarthe appartient à la communauté de communes Adour Madiran créée en janvier 2017 qui a la particularité de réunir 72 communes de Bigorre et Béarn.

## Population et société

### Démographie

#### Évolution démographique
| 1793 | 1800 | 1806 | 1821 | 1831 | 1836 | 1841 | 1846 | 1851 |
| ---- | ---- | ---- | ---- | ---- | ---- | ---- | ---- | ---- |
| 76   | 107  | 134  | 119  | 123  | 128  | 116  | 126  | 190  |

| 1856 | 1861 | 1866 | 1876 | 1881 | 1886 | 1891 | 1896 | 1901 |
| ---- | ---- | ---- | ---- | ---- | ---- | ---- | ---- | ---- |
| 227  | 219  | 214  | 184  | 183  | 174  | 152  | 144  | 135  |

| 1906 | 1911 | 1921 | 1926 | 1931 | 1936 | 1946 | 1954 | 1962 |
| ---- | ---- | ---- | ---- | ---- | ---- | ---- | ---- | ---- |
| 126  | 124  | 116  | 118  | 118  | 108  | 99   | 99   | 106  |

| 1968 | 1975 | 1982 | 1990 | 1999 | 2004 | 2006 | 2009 | 2014 |
| ---- | ---- | ---- | ---- | ---- | ---- | ---- | ---- | ---- |
| 100  | 94   | 80   | 65   | 74   | 75   | 81   | 92   | 100  |

| 2019 | 2022 | - | - | - | - | - | - | - |
| ---- | ---- | - | - | - | - | - | - | - |
| 104  | 107  | - | - | - | - | - | - | - |

### Enseignement
La commune dépend de l'académie de Toulouse. Elle ne dispose plus d'école en 2016.

## Économie

### Emploi
|                | 2008  | 2013  | 2018   |
| -------------- | ----- | ----- | ------ |
| Commune        | 5,9 % | 7 %   | 12,1 % |
| Département    | 7,7 % | 9,4 % | 9,8 %  |
| France entière | 8,3 % | 10 %  | 10 %   |

En 2018, la population âgée de 15 à 64 ans s'élève à 57 personnes, parmi lesquelles on compte 81 % d'actifs (69 % ayant un emploi et 12,1 % de chômeurs) et 19 % d'inactifs,. En  2018, le taux de chômage communal (au sens du recensement) des 15-64 ans est supérieur à celui du département et de la France, alors qu'en 2008 la situation était inverse.
La commune fait partie de la couronne de l'aire d'attraction de Tarbes, du fait qu'au moins 15 % des actifs travaillent dans le pôle,. Elle compte 11 emplois en 2018, contre 17 en 2013 et 15 en 2008. Le nombre d'actifs ayant un emploi résidant dans la commune est de 39, soit un indicateur de concentration d'emploi de 27,7 % et un taux d'activité parmi les 15 ans ou plus de 60,3 %.
Sur ces 39 actifs de 15 ans ou plus ayant un emploi, 8 travaillent dans la commune, soit 20 % des habitants. Pour se rendre au travail, 85 % des habitants utilisent un véhicule personnel ou de fonction à quatre roues et 15 % n'ont pas besoin de transport (travail au domicile).

## Culture locale et patrimoine

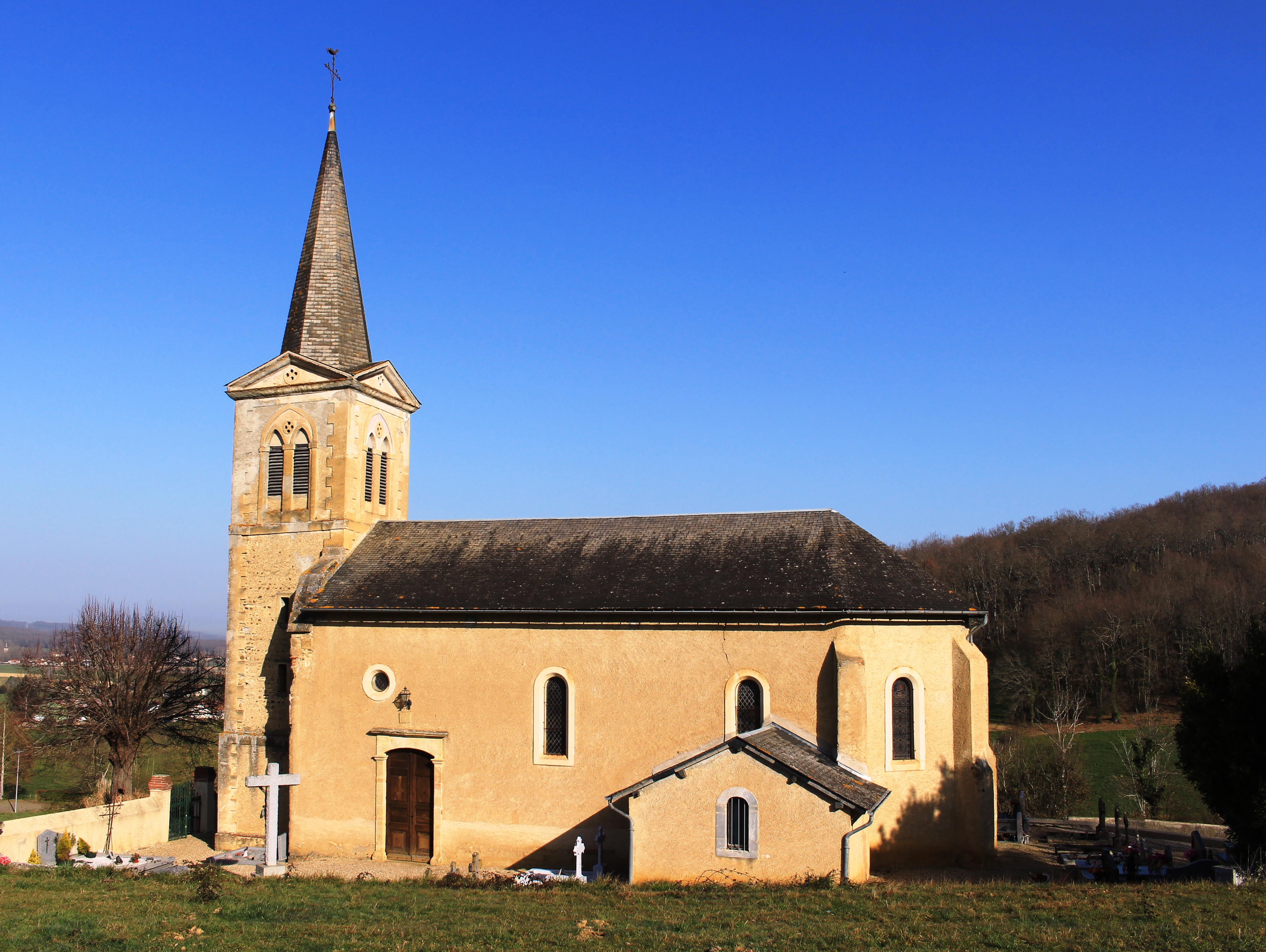
L'église Saint-Laurent de Trouley en 2019.

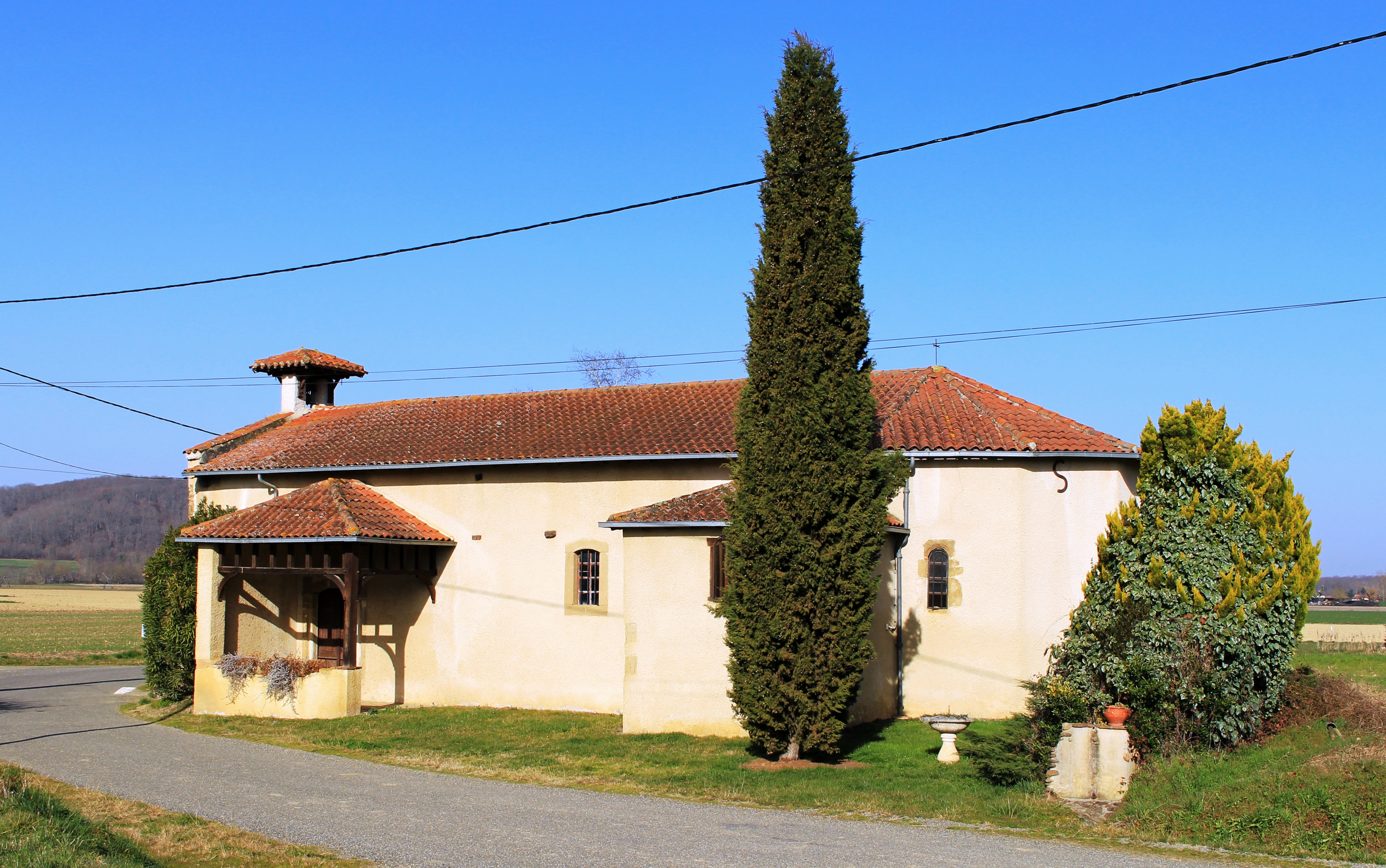
La chapelle Notre-Dame-de-la-Nativité de Labarthe en 2019.

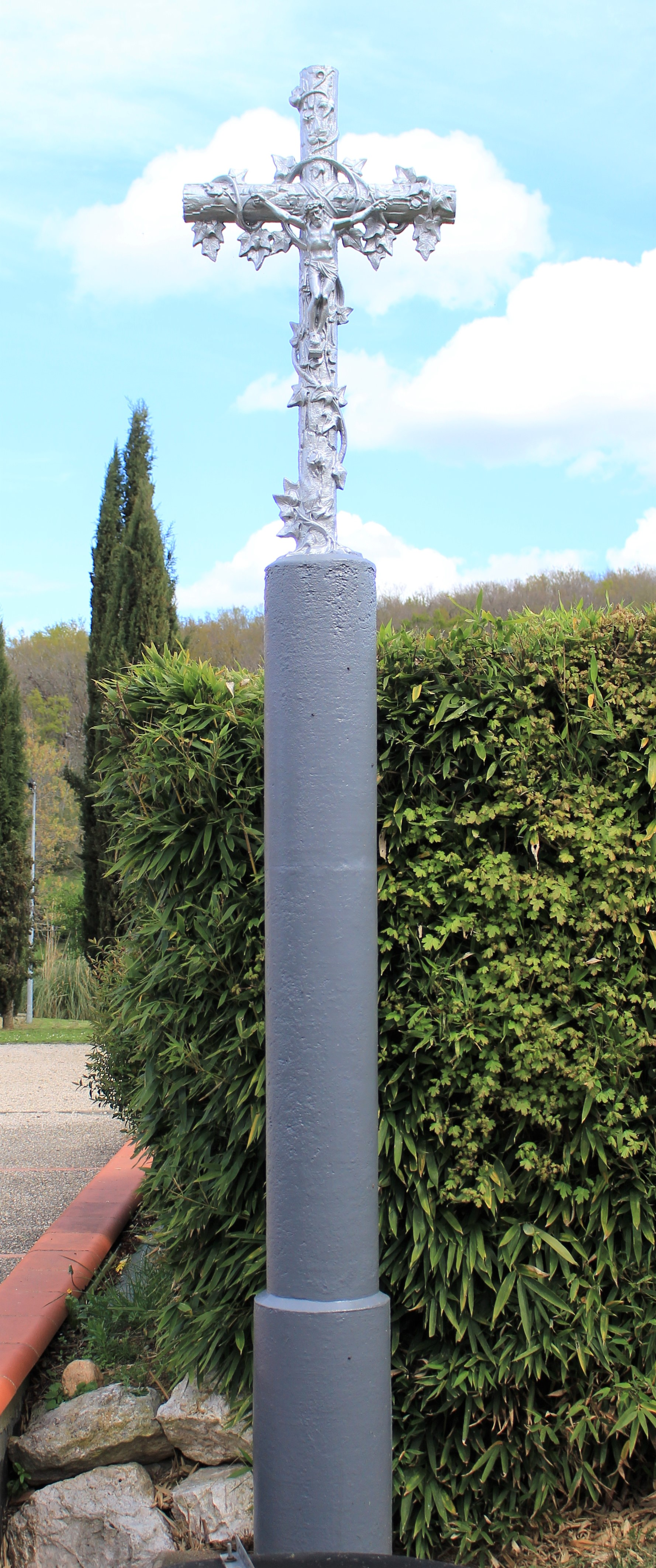
Une croix.

### Lieux et monuments
- Église Saint-Laurent de Trouley-Labarthe.
- Chapelle Notre-Dame-de-la-Nativité.

### Héraldique et devise
| Blason | Blasonnement : De sinople au tourteau de gueules ouvert en forme de croix latine du champ, accompagné des inscriptions SPES FIDES en chef et CARITAS en pointe, le tout en lettres capitales italiques de sable. (armes fautives) Commentaires : vérifié auprès de la mairie. |